# Zoilos
Zoilos (in greco antico: Ζωίλος?; fl. II secolo a.C.) è stato un medaglista e incisore di conii greco antico.
Sotto Filippo V e Perseo di Macedonia fu attivo come direttore della zecca.
Fu anche l'incisore del ritratto di Perseo usato nei tetradracmi coniati ad Amphipolis.